# Allenamento a corpo libero

Le trazioni sono un comune esercizio per l'allenamento a corpo libero

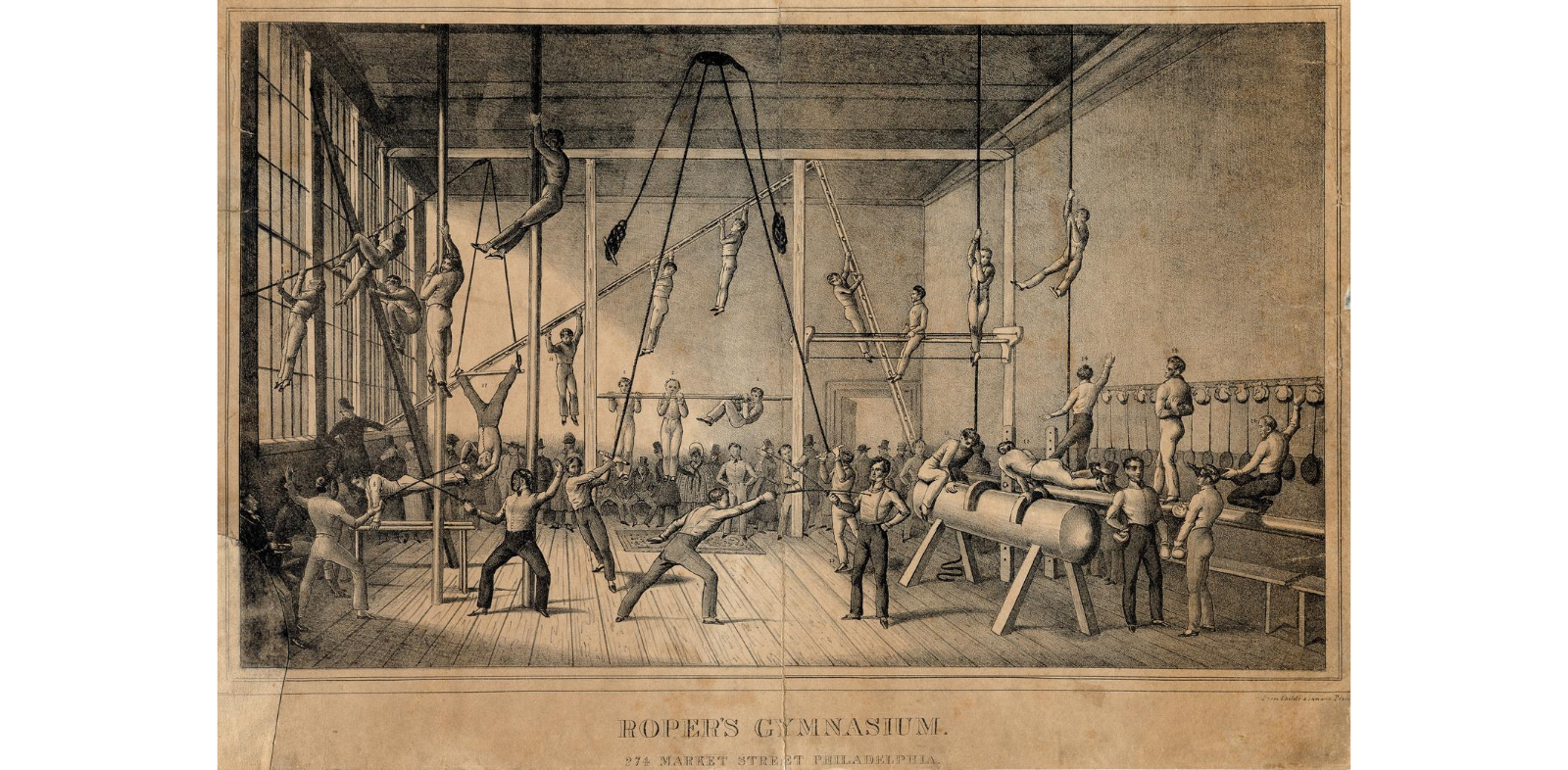
Litografia di una palestra ottocentesca dove gli atleti si allenano a corpo libero

L'allenamento a corpo libero è una tipologia di allenamento di forza che utilizza il proprio peso corporeo per fornire resistenza alla gravità. Gli esercizi a corpo libero possono migliorare una gamma di abilità biomotorie tra cui forza, potenza, resistenza, velocità, flessibilità, coordinazione ed equilibrio. Tale allenamento della forza è diventato più popolare tra gli atleti amatori e professionisti. L'allenamento a corpo libero utilizza abilità semplici come spingere, tirare, accovacciarsi, piegarsi, torcersi e bilanciarsi. Movimenti come i piegamenti, le trazioni e i sit-up sono tra gli esercizi a corpo libero più comuni.

## Descrizione

### Introduzione

Le trazioni alla sbarra ad un braccio rappresentano una delle tante progressioni di carico e forza nell'allenamento a corpo libero

L'allenamento a corpo libero prevede l'utilizzo del proprio peso corporeo per sollecitare lo sviluppo della forza muscolare, massa muscolare e anche della resistenza aerobica e muscolare. 
Questa modalità di esercizio si basa sul criterio delle leve per poter scalare o aumentare l'intensità. 
Nel corso della storia l'allenamento a corpo libero è stato praticato da atleti e guerrieri tanto che comprende, seppur anche con pesi, una parte integrante dell'addestramento militare.

### Come funziona
Gli esercizi a corpo libero per sviluppare forza e ipertrofia sono molteplici. Esistono le tre grandi categorie: spinta (piegamenti e dips), tirata (solo le trazioni) e spinta delle gambe (squats e affondi).
Per incrementare o diminuire la difficoltà questi pochi esercizi sono contornati di varianti, che possono essere più facili in base al gioco delle leve (come delle trazioni orizzontali o piegamenti su un rialzo) o più difficili. In questo caso le varianti vanno a colpire fattori come la presa o l'impugnatura della sbarra, l'esplosività, quindi movimenti veloci o l'attivazione di più comparti muscolari. Esempi lampanti possono essere: piegamenti esplosivi con battito di mani, piegamenti su un braccio, trazioni al petto, trazioni dell'arciere, trazioni ad un braccio, squat esplosivi, affondi esplosivi, pistol sqats, muscle-ups ecc...

### Vantaggi

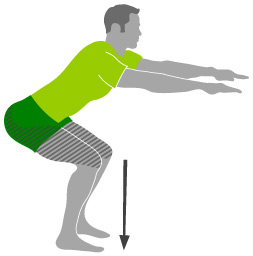
Un esercizio di squat a corpo libero richiede poco spazio e nessuna attrezzatura. Dopo essersi accovacciato, il praticante torna in piedi mentre riporta le braccia lungo i fianchi. L'altezza dello squat può essere regolata più in alto o più in basso a seconda delle esigenze individuali (cioè, qualcuno non abituato all'esercizio può invece eseguire metà o un quarto di squat). A causa della loro gamma di movimento, gli squat sono considerati tra gli esercizi più efficaci per migliorare la forza e la resistenza.

La maggior parte degli esercizi a corpo libero non richiede attrezzature. Per gli esercizi che ne richiedono, sono spesso sufficienti oggetti domestici comuni oppure si possono adattare altri oggetti (ad esempio, un ramo orizzontale di un albero può essere usato come sbarra per eseguire le trazioni). Pertanto, gli esercizi a corpo libero sono comodi nei casi in cui l'accesso a una palestra o ad attrezzature specializzate non è disponibile. Un altro vantaggio dell'allenamento a corpo libero è che non comporta alcun costo.

### Svantaggi
Poiché gli esercizi a corpo libero utilizzano il peso dell'individuo per fornire resistenza al movimento, il peso sollevato non è mai maggiore del proprio peso corporeo e questo può limitare la nuova crescita muscolare. Un altro aspetto negativo è che l'allenamento a corpo libero può essere scoraggiante per i principianti e percepito come troppo facile per gli atleti esperti. Le donne, in generale, possono anche trovare più difficile eseguire esercizi a corpo libero che coinvolgono la forza della parte superiore del corpo e potrebbero essere scoraggiate dall'incorporare questi esercizi nei loro regimi di fitness.

## Esercizi a corpo libero per anziani
Alcuni esercizi a corpo libero hanno dimostrato di avvantaggiare non solo i partecipanti giovani, ma anche gli anziani. Le persone anziane che fanno esercizi a corpo libero traggono vantaggio dall'aumento della massa muscolare, della mobilità, della densità ossea, nonché dalla riduzione della depressione e dal miglioramento delle abitudini del sonno. Si ritiene inoltre che l'allenamento a corpo libero possa aiutare a diminuire o addirittura prevenire il declino cognitivo dovuto all'invecchiamento. Inoltre, pare che l'allenamento a corpo libero riduca il rischio più elevato di cadute osservato negli anziani. Si raccomandano esercizi incentrati sulle gambe e sull'addome come squat, affondi e step up per aumentare la forza delle gambe e del tronco, riducendo così il rischio di caduta. Gli esercizi a corpo libero forniscono movimenti multidirezionali che imitano le attività quotidiane e, in quanto tali, possono essere preferibili all'utilizzo di macchine per i pesi.